# Six Mile (Karolina Południowa)
Six Mile – miasto w Stanach Zjednoczonych, w stanie Karolina Południowa, w hrabstwie Pickens.